# Quilcene, Washington
Quilcene, Washington (енгл. Quilcene) насељено је место без административног статуса у америчкој савезној држави Вашингтон.

## Демографија
По попису из 2010. године број становника је 596, што је 5 (0,8%) становника више него 2000. године.
| Група             | 2000.       | 2010.       |
| Белци             | 497 (84,1%) | 525 (88,1%) |
| Афроамериканци    | 7 (1,2%)    | 0 (0,0%)    |
| Азијати           | 2 (0,3%)    | 9 (1,5%)    |
| Хиспаноамериканци | 8 (1,4%)    | 24 (4,0%)   |
| Укупно            | 591         | 596         |